# 珍龜屬
珍龜屬（Homopus）是陸龜科下的一個屬，也稱開普龜（Cape tortoises）或鸚鵡嘴龜（Parrot-beaked tortoises）。 該屬的龜生長於非洲南部。

## 種
珍龜屬的種包括：

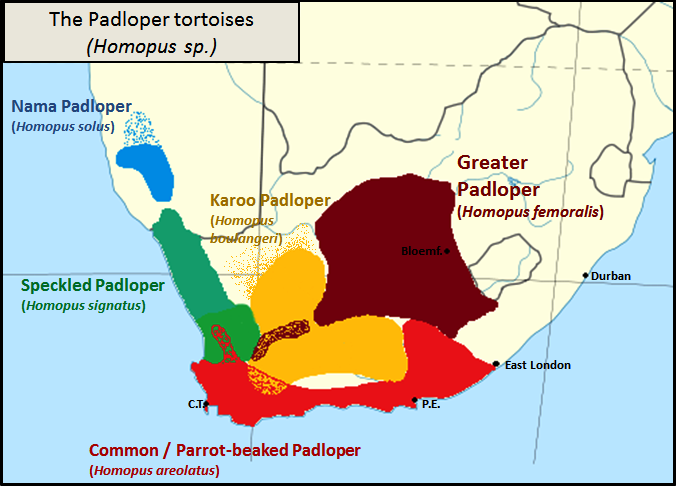
珍龜屬下五種龜在非洲南部的分佈情況

- 鷹嘴珍龜 Homopus areolatus
- 布氏珍龜 Homopus boulengeri
- 卡魯珍龜 Homopus femoralis
- 斑點珍龜 Homopus signatus
- 納米比亞珍龜 Homopus solus